# 촐라군
촐라군(타밀어: சோழர் படை)은 남인도 타밀라캄에 존재했던 타밀계 국가인 촐라 제국의 국군이다. 중세 시대 라자라자 1세 황제에 의해 조직화되었으며, 10세기부터 13세기까지 남인도와 스리랑카의 일부를 통치했던 촐라 제국은 그들의 광대한 제국에서 영토를 확장하고 유지하기 위해 육군과 해군에 의존하였다. 촐라 군주가 촐라 군대를 총체적으로 지도하였다.

## 태생
라자라자 1세는 강력한 상비군과 상당한 해군을 창설하였으며, 그의 아들 라젠드라 1세 아래 더 큰 성공을 거두었다. 육군은 보병, 기병 및 전투 코끼리 군단으로 구성되었다. 고대 힌두 문학에서 발견된 전통적인 전차 군단의 증거는 없으며, 오히려 궁병(빌라리갈)과 같은 다른 병과들이 있었다.

최전성기의 촐라군은 총 200만의 병사를 지니고 있었다. 중국 송나라의 지리학자 조여괄은 1225년경에 쓴 글에서 촐라군에 대해 다음과 같이 설명하였다.
이 국가는 인도 서부 왕국과 전쟁 중이다. 정부는 높이가 7~8 피트인 6만 마리의 코끼리를 소유하고 있다. 이 코끼리와 싸울 때 이 코끼리는 집을 등지고, 이 집은 원거리에서 화살을 쏘고 가까운 곳에서 창으로 싸우는 병사들로 가득 차 있다.

## 조직 및 관리
촐라군은 조직을 위해 고대 인도의 차투르랑가발라의 전통을 따르며 행정, 4중 세력 및 6중 통제를 위해 사단가발라를 따랐다. 이것은 라타가자투라파다이라는 형태로 축약되는데, 여기서 라타는 전차, 가자는 코끼리, 투라는 말, 파다이는 보병을 의미한다.
병참 및 파야남 - 해군 및 물류 분열뿐만 아니라, 나다푸가 있었다. 이것들에 추가된 관료적 개혁은 촐라군에 혁명을 일으켜 대규모의 승리를 가져왔다.
촐라군의 연대는 어느 정도의 자율성을 가지고 있었으며, 자유를 부여하고 자신의 이름으로 사원을 지을 수 있었다. 일부 연대는 사찰 사당의 관리를 맡았으며. 이를 위한 돈을 제공받을 것으로 기대되었다. 다른 사람들은 이자를 받고 성전에서 돈을 가져가서 현금으로 지불하기도 하였다. 이 돈을 어떤 용도로 사용했는지는 알려지지 않았지만 거래는 군대의 관심과 사원 참여를 드러내는 역할을 하였다.

### 세나이
지휘관 직급 : 세나티파티 - 육군의 군주라는 뜻으로, 오늘날 육군 원수에 대응된다.
상비군은 여러 세나이로 조직되었다. 각각의 구성은 배치 또는 주둔 위치 및 역할에 따라 달랐다. 일반적으로 촐라 세나이는 가장 큰 군조직 단위였다. 군대는 여러번 존재하면서 1~3명의 세나이를 가졌다.

### 탈람
지휘관의 계급 : 탈라파티 – 칼라피티의 해군 계급과 동일하며, 오늘날 장성급 장교에 대응된다.
세나이는 다양한 탈람들로 나뉜다. 탈람은 자체 재료 자원과 인벤토리를 갖춘 자립형 군대이다. 탈람에는 일반적으로 다음이 포함된다.
- 3 야나이파다이 - 각각 300 ~ 500마리의 코끼리가 있는 코끼리 군단.
- 3 쿠디라이파다이 - 각각 500 ~ 1000마리의 말을 가진 기병대.
- 6 칼라트파다이 - 각각 2000 ~ 3000명으로 이루어진 보병대
- 2 탈파다이 - 1000 ~ 2000명의 남자와 500 ~ 1000마리의 말과 보병 및 기갑 부대가 혼합된 보조부대로, 촐라군이 철수할 때 후위 역할을 하거나 게릴라로 사용되기도 하였다.
- 2 마라투바라니 - 마차 및 의료 지원을 받는 200-300명의 의사로 구성된 의무대
- 1 또는 2 오시파다이 - 타격대

### 애니
지휘관 계급 : 아나파티 - 그룹의 수장이란 뜻으로, 오늘날 대령에 대응된다.
탈람은 더불어 탈람의 3분의 1인 다양한 애니들로 세분화되었다.
- 1 야나이파다이
- 1 쿠디라이파다이
- 2 칼라트파디이
- 2 탈파다이

## 연대
판디아 정복에서 왕의 치세 마지막 해까지 군대에 주어진 탁월함은 왕이 그의 병사들을 대했던 정신을 보여준다. 라자라자는 그의 광범위한 정복에서 비롯된 영광에 그의 군대를 정당한 몫으로 주었다. 군대는 주로 재무부에서 정기적으로 돈을받는 왕실 군대인 카이콜라(무기가 강한 남자)로 구성되었다.(예 : 아르줄 모지데바-테린다-카이콜라 파다이; 여기에서 아르줄모지데바는 왕의 이름, 테린다는 잘 알려진 의미, 파다이는 정권을 의미한다.)
다음 연대는 탄자부르 비문에 언급되어 있다.
- 웃타마- 촐라-테린다-안달라가타랄르
- 페룬다나투 아나이야칼(코끼리 군단)
- 판디아-촐라-테린다-빌릴리갈(궁병대)
- 니갈릴리 - 촐라 테린다-우다닐라이-쿠디라이체체바가르(기병대)
- 뭄마디-촐라 테린다 - 아나이파가르(코끼리 군단)
- 비라 - 촐라 - 아누카르
- 파란타카 - 콩가발라르(경보병대)
- 뭄마디-촐라 테린다 - 파리바라타르
- 케랄란타카-테린다-파리바라타르
- 물라파리바라-비테루(일명 자나나타-테린다-파리바라타르)
- 싱갈란타카-테린다-파리바라타르
- 시루다투 바두가칼라바르
- 발란가이-파람바다이갈리라르
- 시루다나투-발란가이-벨라이카라파다이갈
- 아라기야-촐라 테린다-발란가이-벨라이카라르
- 아리두르갈란가나-테린다-발란가이-벨라이카라르
- 찬다파라크라마-테린다-발란가이-벨라이카라르
- 일라이야-라자라자-테린다-발란가이-벨라이카라르
- 크샤트리야시카마니-테린다-발란가이-벨라이카라르
- 무르타비크라마바라나-테린다-발란가이-벨라이카라르
- 라자칸디라바-테린다-발란가이-벨라이카라르
- 라자라자-테린다-발란가이-벨라이카라르
- 라자비노다-테린다-발란가이-벨라이카라르
- 라나무키야-비마-테린다-발란가이-벨라이카라르
- 비크라마바라나-테린다-발란가이-벨라이카라르
- 케랄란타카-바살-티루메이카파르
- 아누카-바살-티루메이카파르(개인 경비병)
- 파리바라메이카파르갈(개인 경비병)
- 팔라바가이 - 파람파다이갈리라르
- 페룬다나투-발란가이-벨라이카라파다이갈

벨라이카라파다이갈 또는 벨라이카라르는 "근위대" 또는 "왕실 친위대"에 해당한다. 이는 그들의 충성심과 용기를 기리기 위해 주어지는 왕실 접미사이다. 스테인과 같은 일부 역사가들은 전쟁 중에 민간인들을 대상으로 징집했으며, 그들이 국가 경비대와 비슷한 역할을 했을 것으로 추정한다. 마하밤사에 따르면 스리랑카에서는 벨라이카라파다이갈들을 촐라 제국에 대항하기 위한 용병으로 고용하려고 했으나 이들은 이를 거절하였다고 전해진다.
이 비문에서 발견된 그러한 연대는 거의 70개에 이른다. 앞서 언급한 대부분의 이름에서 첫번째 부분은 왕 자신 또는 그의 아들의 성 또는 직함으로 나타난다. 이 연대는 왕이나 그의 아들이 부름을 받았다는 것은 촐라 왕이 그의 군대에 대해 지닌 애착을 보여준다.
이 왕실 이름이 어떤 약혼이나 다른 것에서 자신을 구별한 후에 이 연대의 지정에 접두사를 붙였다고 가정하는 것은 합리적인 가설이 아닐 수도 있다. 이 연대 중에 코끼리 부대, 기병 및 보병이 있다는 것은 주목할 가치가 있다.
최고 장교들은 라자라자 촐라 브라흐마라잔, 라자라자케사리 무벤다벨라르, 자얌콘다촐라 빌루파라이야르, 웃타마촐라 무벤다벨라르, 마누쿨라 무벤다벨라르, 니타비노타 무벤다벨라르, 아티라젠드라 무벤다벨라르, 뭄무디 촐라 팔라바라이야르, 그리고 비라라나라야난 무덴다벨란 등이 있다.
군대는 지역 수비대의 형태로 카다감스(Kadagams)라고 불리는 전국 각 주둔지에 주둔하였다. 판디아 국가에서 문제가 발생한 후 쿨로퉁가 1세는 촐라 땅에서 판디아로 가는 주요 경로를 따라 여러 군사 식민지에 군대를 주둔시켰다. 그러한 식민지 중 하나는 코타루에서 발견되었고 다른 하나는 타밀나두주의 남 아르콧 지역 근처의 마다빌라감에서 발견되었다.

## 신병 모집
촐라의 군대 모집 방법이나 군대의 영구 병력 수에 대한 기록이 없다. 봉건 시대에 전사와 군인의 자녀는 기사도 정신과 타밀 무술 전통에 따라 쉽게 군대에 합류하였다. 그들은 매우 강한 무술 전통을 가진 매우 의욕적이고 전문적으로 훈련된 세력이었다. 일부 연대는 분명히 군 관습과 자신의 역사를 가지고 있었고 그러한 연대의 구성원은 높은 수준의 훈련, 자부심 및 자존심을 분명히 보여주었다.
상감 시대 타밀어에 카다감이라고 불리는 군주가 있다는 것은 정기적인 훈련과 군사 관행이 타밀 무술 전통의 일부로 시행되었음을 보여준다. 팔라얌 시스템은 전사, 농부, 장인 및 상인의 봉건적 계급 구조를 기반으로 하며 구성 계급의 카스트 지위 간의 구별이 엄격하게 시행되었다. 이들의 군사적 능력에 의해 시스템이 유지되었기 때문에 타밀 전사들은 이 사회를 상징하기 위해 일상 생활에서 칼을 사용하였다. 이러한 무술 전통과 관습은 나중에 영국인에 의해 불법화되었으며, 오늘날 인도군에는 남인도 전체의 유일한 부대 역할을 하는 마드라스 연대가 있다.
또한 촐라에는 닐라이푸람으로 알려진 군사 식민지가 존재하였는데, 이 곳에는 여러 요새가 있었으며, 특히 북판디아 국가의 케랄라싱가 발라나두에는 판디아의 다섯 가지 관상적 이름인 순다라, 쿨라세카라, 비크라마, 비라, 파라크라마 판디아에서 이름을 딴 5개의 닐라이푸람이 있었다.

## 해군
촐라 해군은 촐라 제국의 해군과 다른 여러 해군 군기로 구성되었다. 10세기 촐라 제국의 실론 섬과 스리위자야(현재의 인도네시아) 정복을 계기로 시바파 힌두교, 타밀 건축 및 타밀 문화가 동남아시아로 확산되기 시작하였다.
파란타카 1세 치세에도 스리랑카의 수많은 침략에 상당한 해군이 관여했다는 증거가 존재한다. 라젠드라 촐라의 해군이 스리위자야에서 거둔 승리는 수세기의 해군 전통의 절정이었다. 모든 타밀 왕국들은 무기고에 일종의 해군을 지녔다.
촐라는 고대 전통을 이어가고 해군력을 키우는데 많은 관심을 기울였다. 스리랑카와 몰디브의 정복과 중국에 파견된 대사관은 촐라 해군의 성공을 보여주는 사례이다. 촐라 제독은 이 기간 동안 많은 동남아시아 왕국에서 외교관으로 활동하였다.
라자라자 1세와 그의 아들 라젠드라 1세의 치세 동안 촐라 해군에는 100만 이상의 해군 병사가 있었다고 전해진다.
해군에는 많은 종류의 선박(콜란디아 포함)과 해군 무기가 사용되었다.

## 같이 보기
- 촐라 해군

## 메모
1. ↑  The kings themselves used to fight in battlefields riding on such war elephants. There are a few occasions of the king dying in the battlefield on these elephants. Parantaka I's son Rajaditya died at Sripurambayam. The Chola king Rajadhiraja Chola I died on an elephant fighting the Chalukya army at Thakolam The epithet Yanai-mel-thunjiya (who died on an elephant) is attached to these kings in their inscriptions indicating their valour.
2. ↑  The Encyclopedia of Military History from 3500 B.C. to the Present, Page 1458–59 by Richard Ernest Dupuy, Trevor Nevitt Dupuy -1986,
3. ↑  Historical Military Heritage of the Tamils By Ca. Vē. Cuppiramaṇiyan̲, Ka.Ta. Tirunāvukkaracu, International Institute of Tamil Studies, Pages 152-156
4. ↑  “Kaikolar”.
5. ↑  “Kaikolappadai”.
6. ↑  The Travancore state manual, Volume 1, page 192
7. ↑  South Indian Inscriptions, vol. 3

## 참고 문헌
- Chau Ju-Kua: his work on the Chinese and Arab trade in the twelfth and thirteenth centuries, Trans. by Rukuo Zhao; Friedrich Hirth; William Woodville Rockhill
- Hermann, Kulke; Rothermund D (2001) [2000]. 《A History of India》. Routledge. ISBN 0-415-32920-5.
- Nilakanta Sastri, K.A (1984) [1935]. 《The CōĻas》. Madras: University of Madras.
- Nilakanta Sastri, K.A (2002) [1955]. 《A History of South India》. New Delhi: OUP.
- Tripathi, Rama Sankar (1967). 《History of Ancient India》. India: Motilal Banarsidass Publications. ISBN 81-208-0018-4.